# Зареченськ (Кандалакський район)
Зареченск (рос. Зареченск) — селище у Кандалакському районі Мурманської області Російської Федерації.
Населення становить 621 особу. Належить до муніципального утворення Зареченське сільське поселення.

## Населення
| 1959 | 1970  | 1979  | 1989  | 2002 | 2010 |
| ---- | ----- | ----- | ----- | ---- | ---- |
| 5376 | ↘1504 | ↘1338 | ↘1256 | ↘772 | ↘621 |